# Conrado II da Baviera
Conrado II (Setembro ou Outubro de 1052, Ratisbona – 10 de Abril de 1055, Ratisbona), chamado a Criança, foi Duque da Baviera de 1054 a 1055. Ele era o segundo filho do Imperador Henrique III e da sua segunda esposa, Inês da Aquitânia. Ele foi apontado como Duque da Baviera. O ducado fora dado ao seu irmão mais velho, Henrique. Conrado governou no ducado apenas durante um ano. Ele morreu pouco depois, e o Ducado voltou a Henrique.
Se Conrado I não é numerado (devido ao seu nome alternativo, Cuno), Conrado a Criança é contado como Conrado I.